# Sendang (Sumber)
Sendang is een bestuurslaag in het regentschap Cirebon van de provincie West-Java, Indonesië. Sendang telt 3783 inwoners (volkstelling 2010).